# American Legislative Exchange Council
Pour les articles homonymes, voir ALEC.
L'American Legislative Exchange Council (ALEC ; littéralement « Conseil américain d'échange législatif ») est une organisation à but non lucratif américaine regroupant des politiciens conservateurs et des représentants du secteur privé, qui établissent des projets de lois et les proposent pour adoption aux États américains,
L'ALEC est un espace de rencontre et de discussion entre responsables politiques et représentants du secteur privé, afin de collaborer à l'écriture de lois,. L'ALEC a produit des projets de lois sur un large éventail de questions, telles que la réduction de la réglementation et de la fiscalité des entreprises, la lutte contre l'immigration illégale ou contre la réglementation environnementale, le durcissement des règles d'identification des électeurs, l'affaiblissement des syndicats ou encore le rejet du contrôle des armes à feu,. Certains de ces projets de loi dominent l'agenda législatif dans des États comme l'Arizona, le Wisconsin, le Colorado, le Michigan, le New Hampshire et le Maine. Environ 200 modèles de projets de loi deviennent une loi chaque année. L'ALEC permet également aux responsables politiques conservateurs de s'inspirer des politiques mises en œuvre dans d'autres États. L'ALEC a ainsi la réputation de traduire en lois les engagements de campagne des responsables politiques et d'accompagner leurs aspirations émergentes.
Les activités de l'ALEC, bien que légales, ont retenu l'attention de l'opinion publique américaine après 2011 à la suite des enquêtes menées par Le New York Times et Bloomberg Businessweek, qui décrivent l'ALEC comme une organisation qui a donné une influence démesurée aux intérêts des entreprises et du secteur privé.

## Histoire

### De 1973 à 2010
L'ALEC a été fondé en 1973 à Chicago sous le nom de Caucus conservateur des législateurs d'État, un projet initié par Mark Rhoads afin de contrer l'Agence de protection de l'environnement, le contrôle des salaires et des prix, et à la suite de la défaite de Barry Goldwater à l'élection présidentielle de 1964. L'organisation est rebaptisée American legislative Exchange Council, puis enregistrée en 1975 comme organisme fédéral à but non lucratif, avec le soutien de l'American Conservative Union,. Selon Bill Moyers et Greenpeace, la mise en place de l'ALEC doit beaucoup à l'influent Powell Mémorandum, qui a conduit à l'émergence d'un nouveau mouvement militant du monde des affaires dans les années 1970,
L' ALEC a été co-fondé par l'activiste conservateur Paul Weyrich, qui a également co-fondé The Heritage Foundation,, Henry Hyde, devenu ensuite un membre du congrès américain, et Lou Barnett, appelé plus tard par Ronald Reagan pour diriger son Comité d'action politique. Les premiers membres membres de l'ALEC sont surtout des élus locaux tels Bob Kasten, Tommy Thompson, et Scott Walker du Wisconsin, John Engler du Michigan, Terry Branstad de l'Iowa, Mitch Daniels de l'Indiana, John Boehner et John Kasich de l'Ohio, mais plusieurs membres du Congrès s'y impliquent très tôt, ainsi le député Jack Kemp de New York, le sénateur Jesse Helms de la Caroline du Nord, James L. Buckley de New York, Phil Crane de l'Illinois, et Eric Cantor de Virginie,.
Dans les années 1980, l'ALEC s'oppose au désinvestissement en Afrique du Sud, un mouvement qui souhaitait faire pression sur le gouvernement sud-africain pour qu'il s'engage sur des négociations avec un objectif de démantèlement de l'apartheid. En 1985, l'ALEC publie une note de service qui dénonce le « mouvement homosexuel actuel », dépeint l'homosexualité comme le résultat d'un choix conscient, et présente la pédophilie comme « l'une des pratiques dominantes au sein du monde homosexuel ».
Duane Parde est directeur exécutif de l'organisation de décembre 1996 à janvier 2006. Lori Roman, qui lui succède entre 2006 et 2008, fait preuve d'un style impérieux qui conduit à des difficultés financières et au départ des deux tiers du personnel de l'ALEC. Selon Dolores Mertz, élue démocrate de l'Iowa et présidente du conseil de l'organisation, l'ALEC est devenue de plus en plus partisane au cours de cette période. Ron Scheberle, membre du conseil d'administration, en devient le directeur général en 2010, après avoir travaillé en tant que lobbyiste pour Verizon Communications.
Le nombre d'élus membres de l'ALEC atteint 2 000 en 2011. Environ 1 000 lois basées sur les préconisations de l'ALEC ont été proposées dans les différentes législatures, chaque année, et environ 20 % de ces projets de loi ont été adoptés.

### 2011 à aujourd'hui
Avant 2011, l'action de l'ALEC est peu connue en dehors des cercles politiques. En juillet 2011, The Nation publie une série d'articles produits en collaboration avec le Center for Media and Democracy (CMD), qui décrivent plusieurs projets de lois inspirés par l'organisation, et présentent les liens existant entre celle-ci et la famille Koch. Le CMD lance un site web qui recense plus de 800 modèles de lois esquissés par l'ALEC, les élus et les sociétés qui ont participé au projet, et les États qui ont promulgué ces lois. Cette couverture, révélant notamment les efforts de l'ALEC pour favoriser les lois d'identification des électeurs, amène l'association Color of Change à promouvoir une campagne publique pour faire pression sur les entreprises, afin qu'elles reviennent sur leur adhésion à l'ALEC.
La critique décrit alors l'ALEC comme un acteur qui subvertit secrètement les institutions démocratiques afin de poursuivre les buts de ses bienfaiteurs, là où l'ALEC se présente comme un organisme de partenariat public-privé, engagé pour la promotion des principes du libre marché.
En 2012, l'ALEC fait l'objet d'un mouvement d'occupation et de protestation, de dépôt de plainte de l'Internal Revenue Service et d'enquêtes dans plusieurs États.
L'affaire Trayvon Martin, le 26 février 2012, conduit l'opinion publique à interroger l'implication de l'ALEC dans les récentes lois sur les armes. L'association Color of Change lance une nouvelle campagne à destination des entreprises. Plus d'une soixantaine de sociétés et de fondations, y compris Coca-Cola, Wendy's, Kraft Foods, Mcdonald's, Amazon, General Electric, Apple, Procter & Gamble, Walmart, la Fondation Bill-et-Melinda-Gates, et l'assurance médicale de groupe de Blue Cross et Blue Shield abandonnent alors leur soutien à l'ALEC dans les semaines qui suivent,,,,,,,. Trente-quatre élus quittent l'organisation.
L'ALEC réagit en publiant un communiqué décrivant les efforts déployés par ses détracteurs comme une « campagne lancée par une coalition d'activistes libéraux extrêmes, engagés à faire taire toute personne qui n'est pas d'accord avec leur programme ». Pour le commentateur politique conservateur Ben Shapiro, les libéraux intimidés par l'ALEC « brandissent le cadavre de Trayvon Martin » dans le cadre plus large d'une démarche anti-capitaliste[réf. nécessaire]. Selon Doug Clopp de l'association Common Cause, l'action du CMD est une réussite, car « pendant 40 ans, vous ne pouviez pas obtenir cette transparence, puisque l'ALEC, ses membres, ses législateurs, ses projets de loi étaient secrets. »
L'ancien lobbyiste de la société Visa Inc. Newt Gingrich succède à Scheberle en tant que président de l'ALEC en 2014.
Fin 2014, un certain nombre de sociétés des nouvelles technologies telles Google, Microsoft, Facebook, Ebay et Yahoo! annoncent la fin de leur relation avec l'ALEC, en invoquant comme point de conflit avec l'organisation leurs préoccupations environnementales. Le président exécutif de Google, Eric Schmidt, fait remarquer qu'ALEC s'était « littéralement couchée » à propos de la récente crise du changement climatique,,,.Yahoo!, Uber et Lyft annoncent leur retrait plus tard dans la même semaine,, puis Occidental Petroleum et Northrop Grumman. En réponse au départ de Northrop Grumman, le porte-parole de l'ALEC relativise : « Comme n'importe quel autre groupe, l'ALEC connaît flux et reflux, et en 2014, nous avons gagné beaucoup plus de membres du secteur privé que nous n'en avons perdus ». T-Mobile et BP rompent les liens avec ALEC en 2015,
Alec fait partie du Conseil consultatif du Project 2025, un ensemble de propositions politiques conservatrices de droite proposé par la Heritage Foundation visant à transformer le gouvernement fédéral des États-Unis et à consolider le pouvoir exécutif si le candidat du Parti républicain remportait l'élection présidentielle de 2024.

## Organisation
En décembre 2013, plus de 85 membres du Congrès et 14 parlementaires ou anciens gouverneurs étaient considérés comme des « anciens » de l'ALEC. La plupart des élus membres de l'ALEC appartiennent au Parti Républicain. Les statistiques d'adhésion présentées lors d'une réunion du conseil d'administration en 2013 montrent que 1 810 adhérents de l'organisation représentent 24 % de l'ensemble des sièges des assemblées législatives à travers les États-Unis, et que des membres de l'ALEC ont représenté jusqu'à 100 % des sièges de l'assemblée législative dans l'Iowa et le Dakota du Sud. Environ 300 entreprises et fondations y adhèrent également. La présidence de l'ALEC est tournante, avec un nouvel élu nommé chaque année. À compter de 2012, 28 des 33 administrateurs de l'organisation sont des Républicains.